# Antonio Magini Coletti
Antonio Magini Coletti (Jesi, 17 febbraio 1855 – Roma, 19 luglio 1912) è stato un baritono italiano.

## Biografia
Antonio Magini Coletti era figlio di Mariano e di Palmira Coletti.
Una volta terminati gli studi, ottenne un impiego a Roma come contabile in un'azienda commerciale.
Contemporaneamente si dedicò allo studio del canto, continuando a lavorare, frequentando il conservatorio Santa Cecilia, sotto la guida di Venceslao Persichini, e perfezionandosi successivamente con il baritono Francesco Graziani.
Dopo il debutto nel Faust di Charles Gounod al 
Teatro Costanzi di Roma il 30 maggio 1882, si esibì per alcuni anni in teatri minori, tra i quali il teatro Rossini di Livorno nel 1882, ne I promessi sposi di Amilcare Ponchielli e nel Rigoletto di Giuseppe Verdi, come Escamillo in Carmen di Georges Bizet al Teatro Carcano di Milano nel 1883.
Ben presto colse grandi consensi internazionali e nazionali, iniziando dal San Carlos di Lisbona (1885-1886), con Matilde di Shabran di Gioachino Rossini e Poliuto di Gaetano Donizetti, cui seguì nel 1887 l'esordio al Teatro alla Scala con Flora mirabilis di Spiro Samara e poi al Colón di Buenos Aires, nel 1888-1889 al Liceu di Barcellona.
In quel periodo ampliò il suo repertorio interpretando sia ruoli seri sia quelli comici: da Il barbiere di Siviglia di Rossini all'Aida di Verdi, da La damnation de Faust di Hector Berlioz a I pescatori di perle di Bizet.
Alla Scala si esibì nell'Aida nel 1887, poi però vi ritornò dopo oltre un decennio con Arturo Toscanini ne La regina di Saba di Karl Goldmark, invece durante una tournée russa nel 1891 si avvicinò alla produzione della Giovane scuola italiana, cominciando dalla Cavalleria rusticana di Pietro Mascagni.
Benché fraseggio, colore vocale piuttosto chiaro, grande estensione e facile emissione lo rendessero ideale per i ruoli del melodramma ottocentesco, tentò con poca riuscita interpretazioni tenorili, e invece ampliò il suo repertorio aggiungendo le opere veriste, nelle quali dimostrò di essere a suo agio nel pregevole gioco scenico, nell'autorevole declamato e nelle intense sonorità.
Così la critica scriveva del baritono jesino: «Dotato di voce di ottimo timbro, estesa, tendenzialmente chiara come colorito ma capace di suoni intensi e potenti».
Magini Coletti interpretò anche autori meno noti: da Anna e Gualberto di Luigi Mapelli al Manzoni di Milano nel 1884, al Il pane altrui di Giacomo Orefice al Gran Teatro La Fenice di Venezia nel 1907.
Frequentò assiduamente i maggiori teatri stranieri, soprattutto quelli statunitensi, dal Metropolitan Opera House di New York, nel 1891-1892, dove si distinse in Roméo et Juliette, in lingua francese, nel Il trovatore e nell'Aida.
Magini Coletti abbandonò il teatro nel 1910 e morì due anni dopo a Roma il 19 luglio.